# Операция «Спасение Дании»
Операция «Спасение Дании» (швед. Operation «Rädda Danmark») — запланированное, но не осуществленное вторжение шведской армии совместно с «полицейскими частями» Норвегии, состоящими из норвежских беженцев, тренированных и экипированных в Швеции (до 6 тыс. чел.). Состояла из двух частей с высадкой соответственно на Борнхольм и Зеландию силами до 72 тыс. чел (6 тыс. чел. в первом эшелоне). Для высадки планировалось привлечь более 1000 военных и гражданских судов, практически все, чем располагала Швеция. Осуществление плана должно было начаться 18 мая 1945 г., но капитуляция Германии привела к его отмене. Аналогичная операция была запланирована в отношении Норвегии.